# 大牙拟庸鲽
大牙拟庸鲽（学名：Hippoglossoides dubius）为鲽科拟庸鲽属的鱼类，俗名赤鲽。分布于北达朝鲜、日本、鄂霍次克海等处以及黄海北部及东北部等，属于太平洋西北部冷温性底层海鱼。该物种的模式产地在鄂霍次克海。

## 扩展阅读
維基物種上的相關：大牙拟庸鲽